# Jiří Just
Jiří Just (* 22. února 1941 Praha) je český scenárista, dramaturg a příležitostný filmový a divadelní herec, bratr teatrologa a kritika Vladimíra Justa.

## Život
Narodil se v Praze. S bratrem Vladimírem od konce 60. let uváděli společně vytvořená divadelní představení malých forem v Malostranské besedě, od roku 1975 pak stabilně v divadle Rubín na pražském Malostranském náměstí. V rámci jimi sepsaných komponovaných večerů (např. Antitalent show) vystupovali jako komická dvojice.
V 70. a 80. letech, zejména v období tzv. perestrojky, tvořili pak s bratrem dialogické výstupy kabaretního formátu, proložené písněmi a hudebními vstupy, byly protkány intelektuálními narážkami a vtipy kritizujícími tehdy dosluhující komunistický režim v Československu. Formátem svých vystoupení a mírou společenské kritiky tak více či méně úspěšně snažili navazovat na tradici autorských komediálních dvojic Suchého a Šlitra, Šimka a Grossmana, Vodňanského a Skoumala a také Voskovce a Wericha, jejichž tvorbou se Vladimír Just jakožto teatrolog celoživotně zabývá. Zvukový záznam pod názvem Večer s bratry Justy byl vydán vydavatelstvím Supraphon roku 1988. Po Sametové revoluci v listopadu roku 1989 jejich činnost ustala.
V letech 1973 až 1993 pracoval jako scenárista Filmových studií Barrandov, pro které vytvořil scénáře realizované s koncem 70. a začátkem 80. let 20. století. Mezi jeho nejúspěšnější scénáře patří pohádka S čerty nejsou žerty či snímek Jako jed režírovaný Vítem Olmerem se Zdeňkem Svěrákem v hlavní roli.

## Dílo

### Divadelní hry (spolu s V. Justem)
- Pohřební ústav
- Sňatková kancelář
- Budoucnost na vzpomínky (1971)
- Trpím oidipovským komplexem, ale jsem sirotek (1973)
- Večer s bratry Justy (1987)

### Scénáře
- Pátek není svátek (1979)
- Láska na druhá pohled (1981)
- Dneska přišel nový kluk (1981)
- V podstatě jsme normální (1981)
- „Babičky dobíjejte přesně!“ (1983)
- S čerty nejsou žerty (1984)
- Jako jed (s V. Olmerem, 1985)
- Přátelé bermudského trojúhelníku (1987)

### Nahrávky
- Večer s bratry Justy (Supraphon, 1987)